# Мощенская, Изабелла
Изабелла (Иза) Мощенская (в зам. Ржепецкая; 1864—1941) — польская писательница и феминистка.

## Биография
Переселившись из Познани в Варшаву, примкнула к прогрессивной польской публицистике, принимала деятельное участие в движении 1905—1906 гг., была временно изгнана из пределов России. По возвращении в Варшаву стала глашатаем «прогрессивного» антисемитизма.
Отдельно издала: «Reformy w wychowaniu moralnym» (Варшава, 1903); «Co matka swej dorastającej córce powiedzieć powinna?» (ib., 1903); «Jak mówią z dziećmi о rzeczach draźliwych», «Czego nie wiemy o naszych synach» (ib., 1904); «Nasza szkoła w Królestwie Polskim» (Львов, 1905); «O wolności politycznej» (ib., 1909); «Jakie są u nas stronnictwa i czego chcą» (ib., 1906); «Zasady wychowania» (ib., 1907); «O wychowaniu religijnym» (1908); «Postęp na rozdrożu» (Варшава, 1911; с антисемитской точки зрения).